# مديرية ثمود

تعديل مصدري - تعديل

مديرية ثمود إحدى مديريات محافظة حضرموت في شرق اليمن. بلغ عدد سكانها 4402 نسمة عام 2004.

موقع مديرية ثمود في محافظة حضرموت

لؤي العبدلي

## المناخ
يظهر الجدول التالي التغييرات المناخية على مدار السنة لمديرية ثمود:
| البيانات المناخية لـمديرية ثمود   | البيانات المناخية لـمديرية ثمود | البيانات المناخية لـمديرية ثمود | البيانات المناخية لـمديرية ثمود | البيانات المناخية لـمديرية ثمود | البيانات المناخية لـمديرية ثمود | البيانات المناخية لـمديرية ثمود | البيانات المناخية لـمديرية ثمود | البيانات المناخية لـمديرية ثمود | البيانات المناخية لـمديرية ثمود | البيانات المناخية لـمديرية ثمود | البيانات المناخية لـمديرية ثمود | البيانات المناخية لـمديرية ثمود | البيانات المناخية لـمديرية ثمود |
| الشهر                             | يناير                           | فبراير                          | مارس                            | أبريل                           | مايو                            | يونيو                           | يوليو                           | أغسطس                           | سبتمبر                          | أكتوبر                          | نوفمبر                          | ديسمبر                          | المعدل السنوي                   |
| --------------------------------- | ------------------------------- | ------------------------------- | ------------------------------- | ------------------------------- | ------------------------------- | ------------------------------- | ------------------------------- | ------------------------------- | ------------------------------- | ------------------------------- | ------------------------------- | ------------------------------- | ------------------------------- |
| متوسط درجة الحرارة الكبرى °م (°ف) | 23.4 (74.1)                     | 25.1 (77.2)                     | 28.0 (82.4)                     | 30.8 (87.4)                     | 33.5 (92.3)                     | 35.1 (95.2)                     | 33.8 (92.8)                     | 33.5 (92.3)                     | 32.6 (90.7)                     | 30.2 (86.4)                     | 27.1 (80.8)                     | 24.7 (76.5)                     | 29.8 (85.7)                     |
| متوسط درجة الحرارة الصغرى °م (°ف) | 12.2 (54.0)                     | 13.9 (57.0)                     | 16.6 (61.9)                     | 19.2 (66.6)                     | 22.2 (72.0)                     | 23.4 (74.1)                     | 23.0 (73.4)                     | 22.8 (73.0)                     | 21.6 (70.9)                     | 17.7 (63.9)                     | 14.7 (58.5)                     | 13.4 (56.1)                     | 18.4 (65.1)                     |
| الهطول مم (إنش)                   | 18 (0.7)                        | 12 (0.5)                        | 15 (0.6)                        | 16 (0.6)                        | 4 (0.2)                         | 0 (0)                           | 0 (0)                           | 1 (0.0)                         | 0 (0)                           | 1 (0.0)                         | 9 (0.4)                         | 14 (0.6)                        | 90 (3.5)                        |
| المصدر: Climate-data.org          |                                 |                                 |                                 |                                 |                                 |                                 |                                 |                                 |                                 |                                 |                                 |                                 |                                 |